# Tacna (Arizona)
Tacna ist ein Census-designated place im Yuma County im US-Bundesstaat Arizona. Das U.S. Census Bureau hat bei der Volkszählung 2020 eine Einwohnerzahl von 425 ermittelt.
Der Name Tacna kommt von der Indianischen Bezeichnung für "helles Licht". 48 km südlich von Tacna auf einem Ödlandabhang nahe der mexikanischen Grenze ist ein Platz, der Tinajas Atlas genannt wird und bedeutet "hohe Behälter". Es ist eine Reihe natürlichen Bassins, eine über der anderen, die Regenwasser halten. Es war ein wässernplatz der frühen Tagen.

## Geographie
Tacna hat 555 Einwohner auf einer Fläche von 4,9 km². Die Bevölkerungsdichte liegt bei 113,4/km². Die Stadt liegt in einer Höhe von 105 m. Sie befindet sich an der Interstate 8.